# Podochilus banaensis
Podochilus banaensis är en orkidéart som beskrevs av Paul Ormerod. Podochilus banaensis ingår i släktet Podochilus och familjen orkidéer.
Artens utbredningsområde är Vietnam. Inga underarter finns listade i Catalogue of Life.